# خانه موزه جین آستن

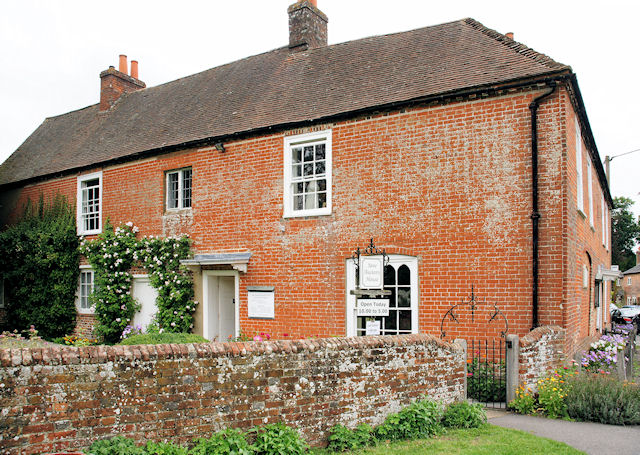
خانه موزه جین آستن در چاوتون

خانه موزه جین آستن (به انگلیسی: Jane Austen's House Museum) یک موزه کوچک مستقل در روستای چاوتون در نزدیکی آلتون در همپشایر در ناحیه جنوب شرقی انگلستان است. این موزه خانه نویسنده در قرن هفدهم است (به‌طور غیررسمی با نام کلبه چاوتون شناخته می‌شود) که رمان‌نویس جین آستن هشت سال آخر عمر خود را در آن جا گذراند. این موزه از سال ۱۹۶۳ بنای فهرست‌شده درجه ۱ بوده‌است.

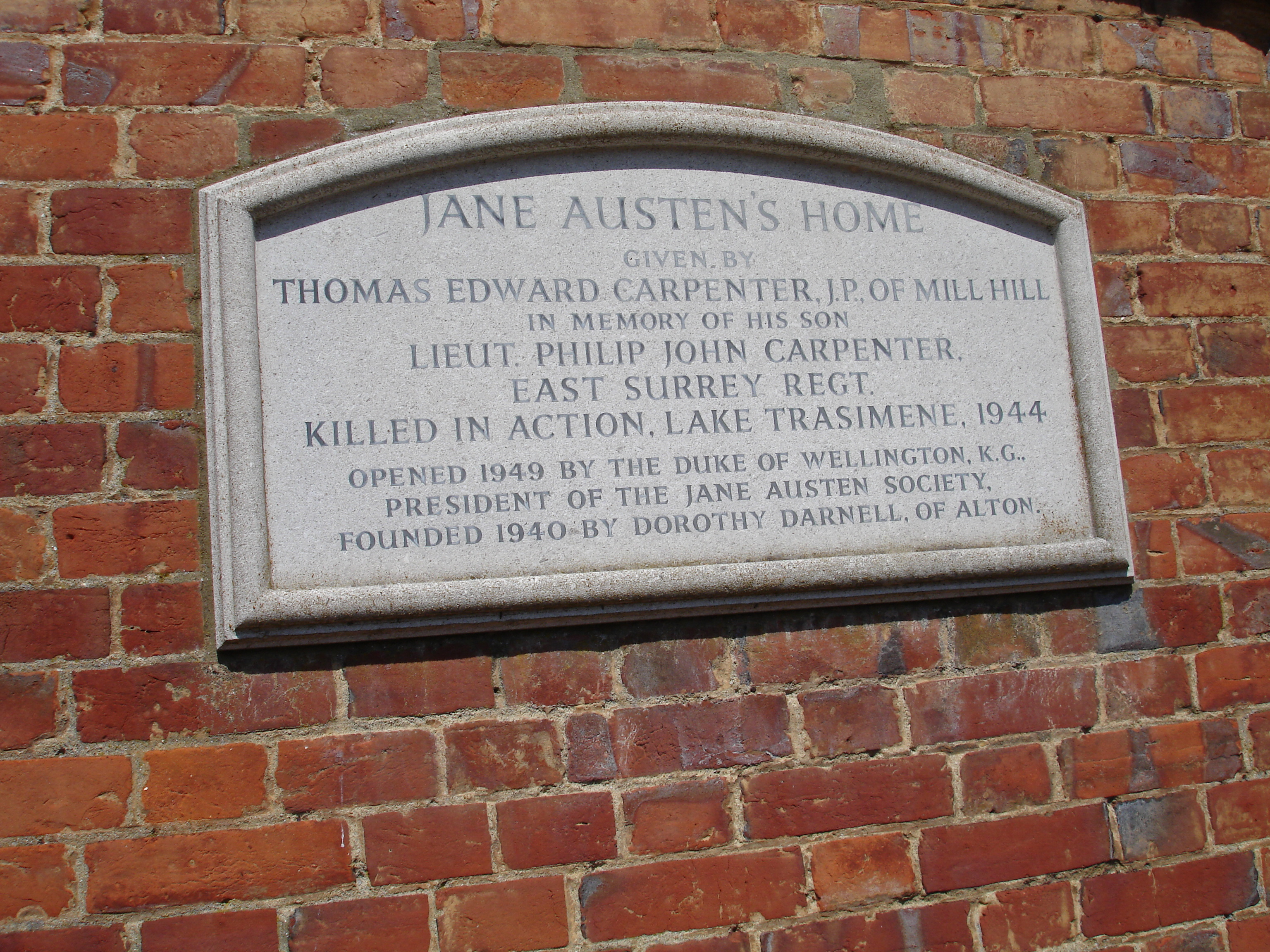
کتیبه خانه جین آستن